# Сосново-дубові ліси Західної Сьєрра-Мадре
Сосново-дубові ліси Західної Сьєрра-Мадре (ідентифікатор WWF: NA0302) — неарктичний екорегіон хвойних лісів помірної зони, розташований на південному заході США та на заході Мексики. Він вирізняється високим біорізноманіттям та рівнем ендемізму.

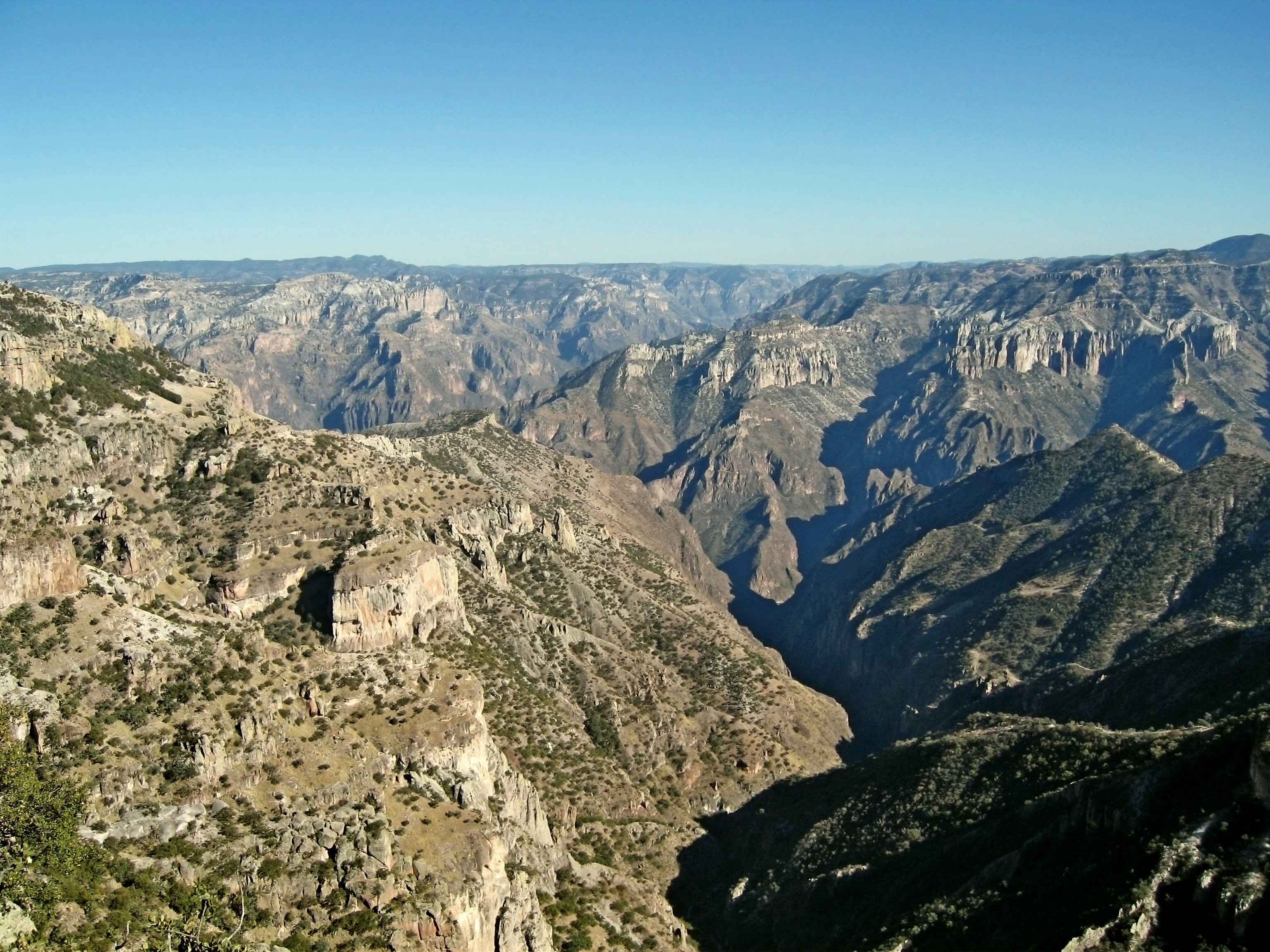
Мідний каньйон в штаті Чіуауа

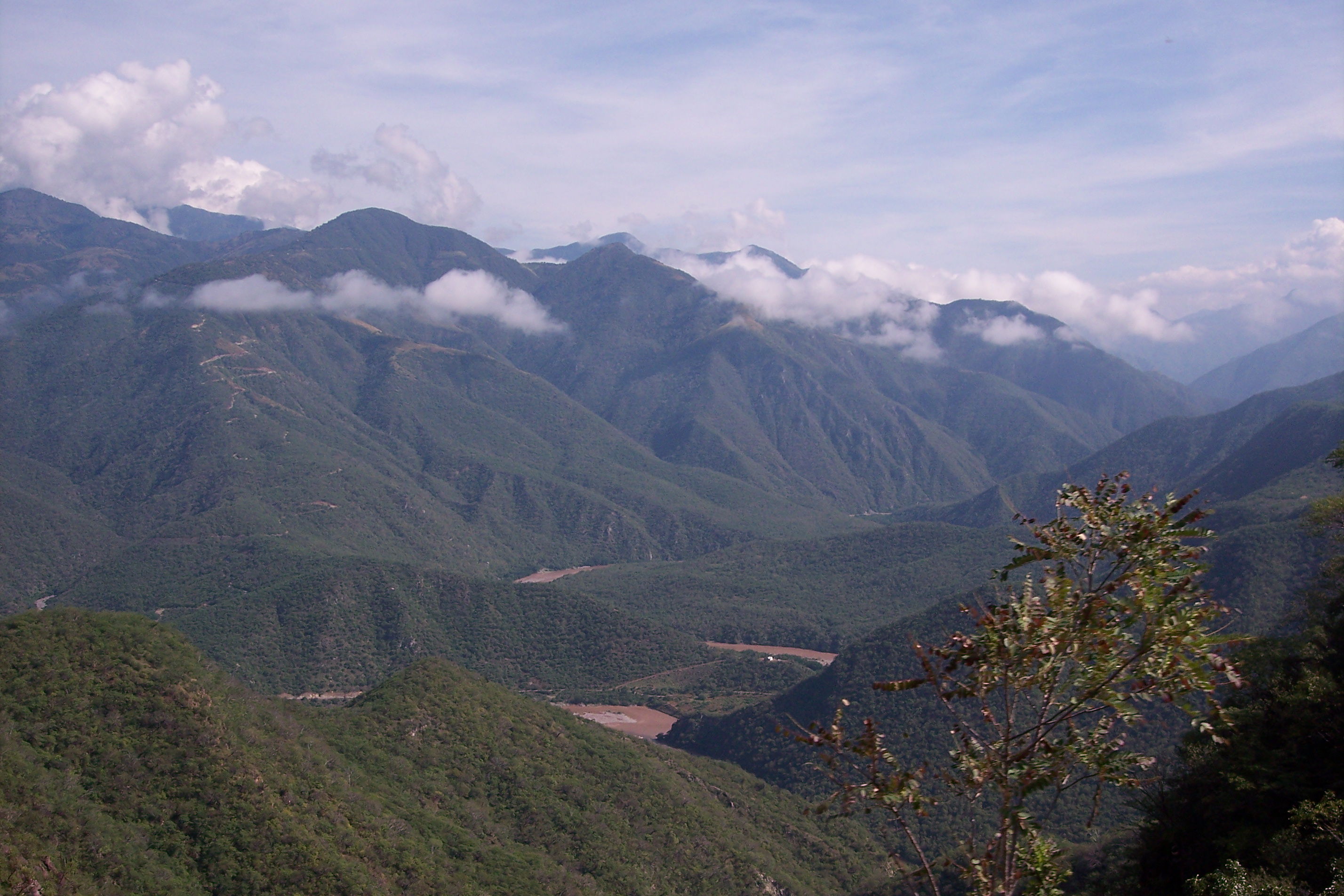
Сосново-дубові ліси в горах Західної Сьєрра-Мадре

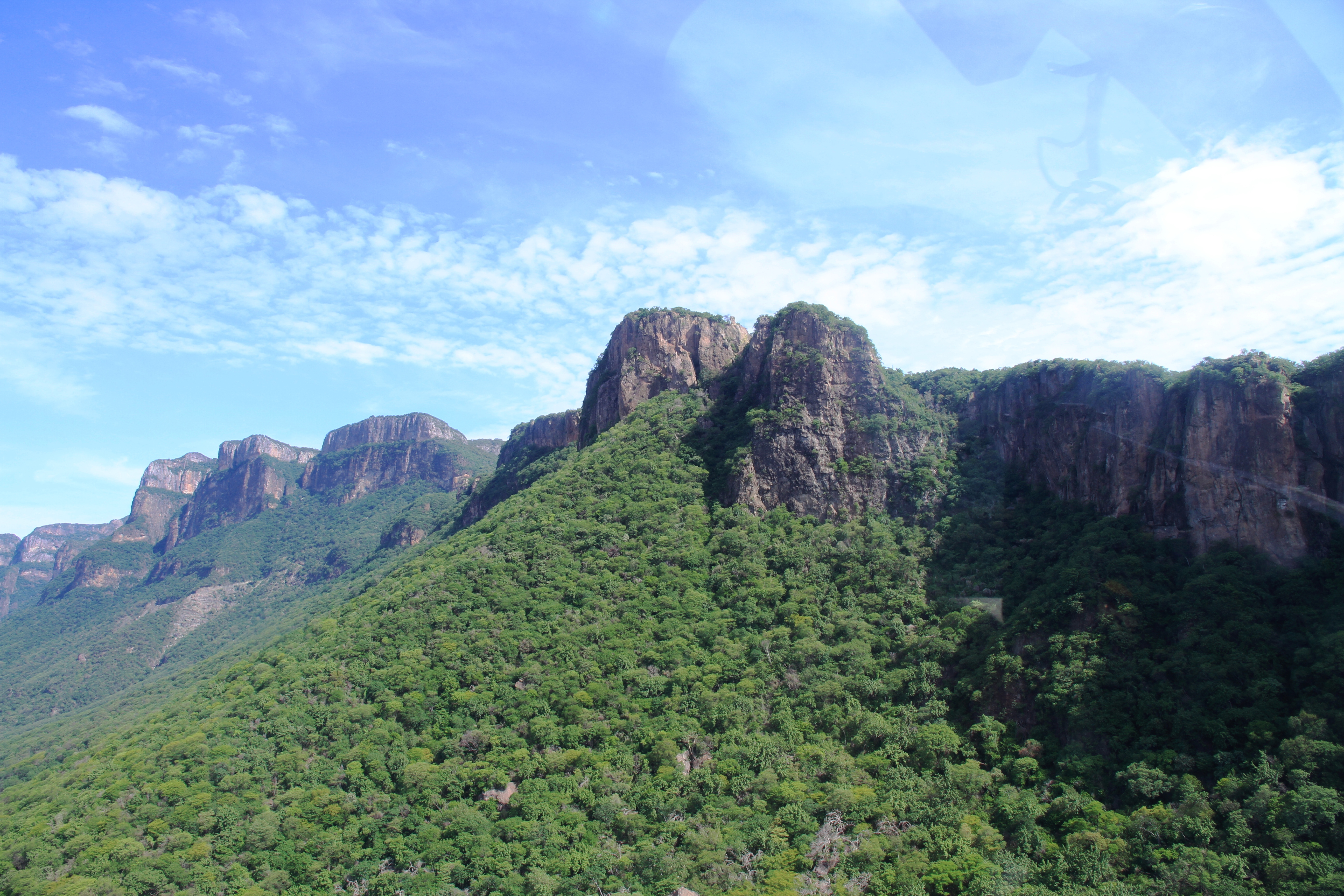
Гори Дівісадера в штаті Чіуауа

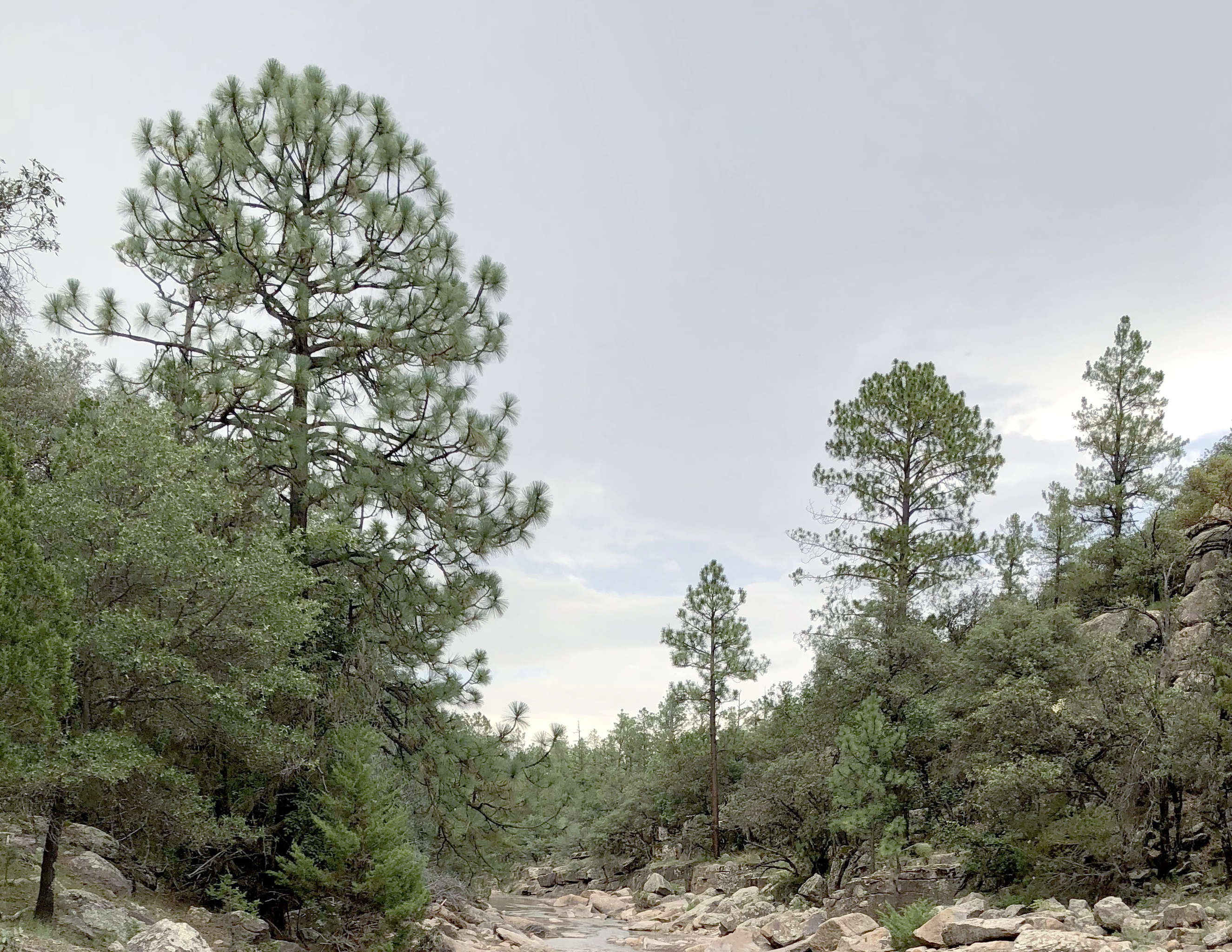
Сосни у Національному парку Кумбрес-де-Махалька

## Географія
Екорегіон сосново-дубових лісів Західної Сьєрра-Мадре охоплює гірську систему Західної Сьєрра-Мадре, або Сьєрра-Мадре-Оксиденталь, найбільші гори Мексики, які є частиною Західного поясу Північноамериканських Кордильєр. Ці гори простягаються на 1500 км з півночі на південний схід від Аризони до долини Ріо-Гранде-де-Сантьяго на півночі Халіско. Стрімкі хребти регіону формують гірські плато, порізані численними річковими долинами і каньйонами, серед яких слід відзначити Мідний каньйон, найбільший каньйон Північної Америки. Тут беруть початок численні річки, зокрема Які, Майо, Фуерте, Сіналоа та Куліакан, які переважно течуть на захід та впадають до Тихого океану. Деякі річки, що стікають з гір Західної Сьєрра-Мадре, течуть на схід, де, як Насас, впадають у безстічні басейни Мексиканського нагір'я, або, як Кончос, — у велику річку Ріо-Гранде.
Найпівнічнішою частиною екорегіону є Небесні острови Мадре — вкриті лісом вершини ізольованих гірських хребтів, що підіймаються над рівнинами на півдні Аризони, південному заході Нью-Мексико та півночі Сонори. Ці "небесні острови", відділені від інших гірських лісів кілометрами пустельних передгір'їв та рівнин, є важливими рефугіумами, у яких з часів останнього льодовикового періоду збереглися рідкісні лісові види. Найвищою вершиною Небесних островів Мадре є гора Грем заввишки 3269 м.
Північна Сьєрра простягається від американсько-мексиканського кордону через схід Сонори та захід Чіуауа на південь до Мідного каньйону. Великі плато Північної Сьєрри в середньому лежать на висоті 2350 м над рівнем моря. Клімат цієї частини екорегіону більш прохолодний та континентальний, ніж клімат решти Західної Сьєрра-Мадре.
Центральна Сьєрра простягається від Мідного каньйону до долини річки Сан-Педро-Мескіталь. Вона розташована на південному заході Чіуауа, заході Дуранго та сході Сіналоа. Це найвища частина Західної Сьєрра-Мадре, яка в середньому розташована на висоті 2650 м над рівнем моря. Тут розташовані кілька гірських вершин заввишки понад 3200 м, зокрема гора Серро-Мохінора, найвища вершина екорегіону заввишки 3308 м.
Південна Сьєрра простягається від долини Сан-Педро-Мескіталя до долини Ріо-Гранде-де-Сантьяго на півночі Халіско. Вона складається з кількох гірських хребтів, що простягаються з півночі на південь, розділених широкими каньйонами, флора яких поєднує елементи сухих тропічних лісів, поширених у низинах, та напівпустельних чагарників, поширених у внутрішніх районах Мексиканського нагір'я. Цей регіон охоплює гірські райони, що лежать на сході Наяриту, південному сході Дуранго, заході Сакатекасу, півночі Халіску та заході Агуаскальєнтесу.
На південному краю Західна Сьєрра-Мадре переходить у гори Трансмексиканського вулканічного поясу та Південної Сьєрра-Мадре. Найзахідніша частина Трансмексиканського вулканічного поясу, зокрема гори Сьєрра-де-Сан-Хуан, також є частиною екорегіону сосново-дубових лісів Західної Сьєрра-Мадре.
Гірські ліси Західної Сьєрра-Мадре на низьких висотах переходять у пустелі, напівпустельні чагарники та сухі тропічні ліси. На північний захід від екорегіону поширені перехідні субтропічні сухі ліси Сонори і Сіналоа та пустеля Сонора, на північний схід — пустеля Чіуауа, на схід — екорегіони маторалю Мексиканського нагір'я та маторалю Центральної Мексики, а на захід та південний захід — сухі ліси Сіналоа. Сосново-дубові ліси Західної Сьєрра-Мадре є частиною комплексу Мадрейських сосново-дубових лісів, поширених в горах Мексики та південного заходу США.

## Клімат
На більшій частині екорегіону переважає високогірний субтропічний клімат (Cwb за класифікацією кліматів Кеппена) або вологий субтропічний клімат (Cwa за класифікацією Кеппена), а на півночі екорегіону, зокрема у високогір'ях Небесних островів Мадре — середземноморський клімат (Csb або Csa або за класифікацією Кеппена). Середні температури та кількість опадів різняться залежно від широти, а також від висоти над рівнем моря внаслідок значного перепаду висот, який на деяких південних уступах може досягати 3000 м. Загалом зі збільшенням висоти середня температура знижується, а на найвищих гірських вершинах сніг може лежати протягом всього року. Загалом температура в регіоні зазвичай коливається від -3 °C до 28 °C. На західних схилах гір, звернених до Каліфорнійської затоки та Тихого океану, опадів випадає більше, а зими м'якші, ніж на східних схилах, звернених до внутрішніх пустельних плато. Середньорічна кількість опадів в екорегіоні становить 553 мм, більшість яких випадають влітку. Пік опадів зазвичай припадає на серпень.

## Флора

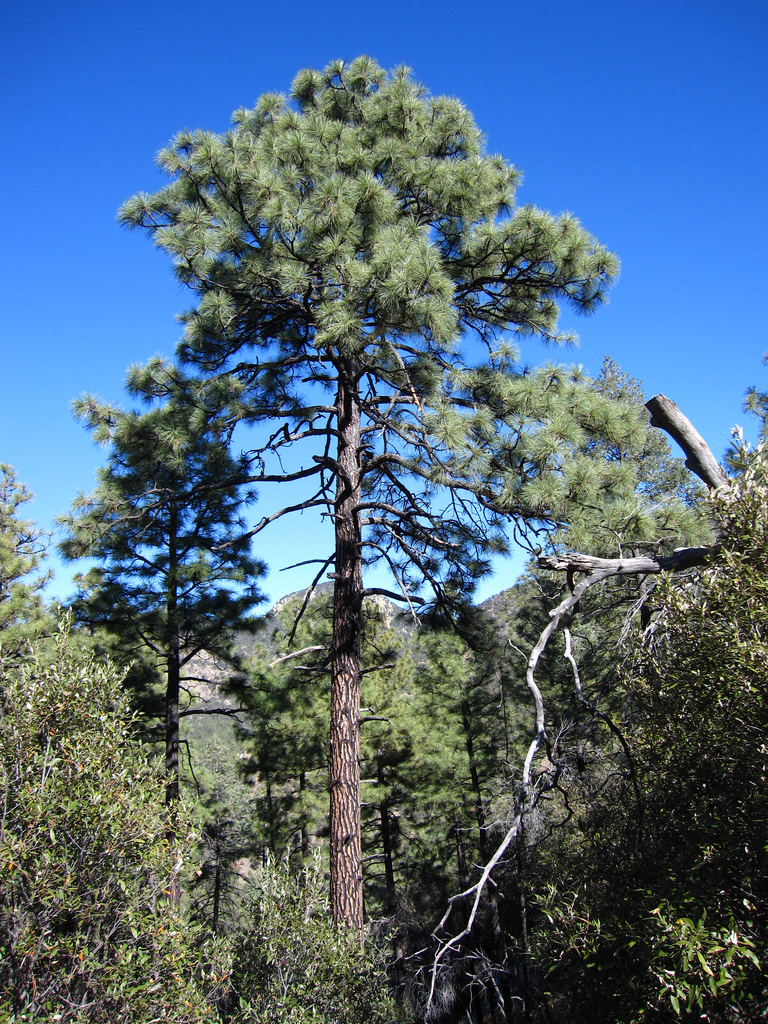
Апачська сосна (Pinus engelmannii) в горах Чірікауа (гори) (Аризона, США)

В горах Західної Сьєрра-Мадре поширені різноманітні рослинні угруповання, передусім соснові, дубові та сосново-дубові ліси, дубові та сосново-дубові рідколісся, а також мішані хвойні ліси, мезофільні широколистяні ліси, гірські луки, чагарники чапаралю та ялівцеві чагарники. Їх розподіл залежить від кількості опадів, висоти над рівнем моря, температури та ґрунтів. У лісах регіону переважають сосни (Pinus spp.), яких тут зустрічається 27 видів, та дуби (Quercus spp.), яких тут зустрічається 21 вид. Видовий склад лісів екорегіону змінюється з широтою від Небесних островів Мадре до гір Південної Сьєрри. Тут зустрічається багато ендемічних рослин, особливо на ізольованих "небесних островах" на півночі екорегіону, а також у багатьох каньйонах та долинах.
Соснові ліси зустрічаються в горах Західної Сьєрра-Мадре на висоті від 1600 до 3200 м над рівнем моря у різноманітних умовах. Їх видовий склад залежить від широти, клімату та ґрунтів. У північній та центральній частинах екорегіону в соснових лісах домінують аризонські сосни (Pinus arizonica), апачські сосни (Pinus engelmannii) та чіуауанські сосни (Pinus leiophylla var. chihuahuana), а від центральної частини Чіуауа до південного краю екорегіону — дурангські сосни (Pinus durangensis) та сосни теокоте (Pinus teocote). У районах, де переважають тонкі, кам'янисті та кислі ґрунти, зростають сосни Люмгольтца (Pinus lumholtzii) та сосни Луз-Марії (Pinus luzmariae). Сосни Купера (Pinus cooperi) можуть утворювати моновидові насадження у гірських долинах, де переважають глибокі ґрунти. Мексиканські жовті сосни (Pinus oocarpa), гладкокорі сосни (Pinus pseudostrobus), сосни Дугласа (Pinus douglasiana), геррерські сосни (Pinus herrerae), мічоаканські сосни (Pinus devoniana) та тонкохвойні сосни (Pinus maximinoi) зустрічаються у більш вологих районах на західних схилах Західної Сьєрра-Мадре.
Мішані хвойні ліси зустрічаються невеликими ділянками на вологих схилах та в каньйонах у північній частині Західної Сьєрра-Мадре, на висоті від 1900 до 3300 м над рівнем моря. Серед дерев, що домінують у цих лісах, слід відзначити тисолисту дуґласію (Pseudotsuga menziesii var. glauca), поширену на півночі регіону, мексиканську дуґласію (Pseudotsuga menziesii var. lindleyana), яка замінює її далі на південь, дурангську ялицю (Abies durangensis), одноколірну ялицю (Abies concolor), чіуауанську ялину (Picea chihuahuana), мексиканську ялину (Picea engelmannii var. mexicana), а також різні види сосен (Pinus spp.) та іноді деякі види дубів (Quercus spp.).
Сосново-дубові ліси є найпоширенішими рослинними угрупованнями екорегіону, де вони зустрічаються на висоті від 1250 до 3200 м над рівнем моря. На півночі Західної Сьєрра-Мадре, зокрема на Небесних островах Мадре, у сосново-дубових лісах, поширених у напівпосушливій помірній зоні, переважають аризонські сосни (Pinus arizonica), апачські сосни (Pinus engelmannii) та чіуауанські сосни (Pinus leiophylla var. chihuahuana) у поєднанні з нитчастолистими дубами (Quercus rugosa) та/або дубами Гембела (Quercus gambelii), а також з деякими іншими видами дубів. У сосно-дубових лісах, що ростуть на тонких ґрунтах та кам'янистих схилах, переважають сосни Люмгольтца (Pinus lumholtzii) та товстолисті дуби (Quercus crassifolia), а на півдні екорегіону також променисті дуби (Quercus radiata). У підліску цих лісів зустрічаються чагарники колючої мучниці (Arctostaphylos pungens), алігаторового яловця (Juniperus deppeana) та дурангського яловця (Juniperus durangensis). У деяких частинах екорегіону на висоті від 1800 до 2300 м над рівнем моря зустрічаються сосново-дубові ліси, основу яких складають дуби Джонса (Quercus jonesii) або пало-мансано, сосни Люмгольтца (Pinus lumholtzii), смолисті дуби (Quercus resinosa), товстолисті дуби (Quercus crassifolia) та сонорські дуби (Quercus viminea). На нижніх західних схилах екорегіону у сосново-дубових лісах переважають мексиканські жовті сосни (Pinus oocarpa), сосни Дугласа (Pinus douglasiana), сонорські дуби (Quercus viminea) та густолисті дуби (Quercus confertifolia). На нижніх висотах на півдні регіону, в штатах Дуранго, Халіско та Сакатекас, у сосново-дубових лісах переважають мексиканські жовті сосни (Pinus oocarpa), смолисті дуби (Quercus resinosa) та кавові дуби (Quercus coffeicolor).
Дубові ліси, як правило, зустрічаються на низьких висотах на західних схилах екорегіону, де вони утворюють перехідну зону між сухими тропічними лісами, поширеними у низинах, та гірськими сосново-дубовими лісами. У деяких районах вони зустрічаються на висоті понад 350 м над рівнем моря та утворюють анклави, оточені сухими лісами а у деяких районах простягаються до висоти 2900 м над рівнем моря. На низьких висотах у дібровах Західної Сьєрра-Мадре переважають руді дуби (Quercus fulva), дуби Мак-Вогна (Quercus mcvaughii) та щитолисті дуби (Quercus scytophylla), а на великих висотах — санта-розькі дуби (Quercus sideroxyla) та нитчастолисті дуби (Quercus rugosa). На півночі Західної Сьєрра-Мадре у дубових лісах поширені сонорські дуби (Quercus viminea) та каштанові дуби (Quercus castanea), а південніше до них доєднуються різнолисті дуби (Quercus diversifolia) та густолисті дуби (Quercus confertifolia). Білопоясні дуби (Quercus albocincta) зустрічаються в лісах на низьких висотах. У дубових лісах, поширених у вологих районах, переважають мезофітні породи дубів, зокрема сиві дуби (Quercus calophylla), товстолисті дуби (Quercus crassifolia), різнолисті дуби (Quercus diversifolia) та щитолисті дуби (Quercus scytophylla), до яких на низьких висотах доєднуються напівплосколисті дуби (Quercus subspathulata) та різні види клетр (Clethra spp.).
Дубові та сосново-дубові рідколісся поширені на посушливих північних та східних схилах Західної Сьєрра-Мадре, де вони утворюють перехідну зону між гірськими сосново-дубовими лісами та пустельними і напівпустельними луками і чагарниками, поширеними на плато Мексиканського нагір'я. У північній частині екорегіону, на території Північної Сонори та Чіуауа, поширені мексиканські блакитні дуби (Quercus oblongifolia), дуби Еморі (Quercus emoryi) та аризонські дуби (Quercus arizonica), які утворюють чисті насадження або зустрічаються разом з мексиканськими соснами (Pinus cembroides), чіуауанськими соснами (Pinus leiophylla var. chihuahuana), аризонськими суничниками (Arbutus arizonica), сірими дубами (Quercus grisea) та чіуауанськими дубами (Quercus chihuahuensis). У східних передгір'ях Західної Сьєрра-Мадре поширені мексиканські сосни (Pinus cembroides), сірі дуби (Quercus grisea) та дуби Едварда (Quercus eduardi). У передній зоні між високогірними сосново-дубовими лісами та низькогірськими дубовими рідколіссями на східних схилах екорегіону поширені сосново-дубові рідколісся, у яких переважають чіуауанські сосни (Pinus leiophylla var. chihuahuana), мексиканські ялини (Picea engelmannii var. mexicana) та дурангські дуби (Quercus durifolia) або енсіно-колорадо. У підліску гірських рідколісь часто зустрічаються чагарники алігаторового яловця (Juniperus deppeana), а також різноманітні кактуси, типові для напівпустельних чагарників Мексиканського нагір'я, зокрема маммілярії Гейдера (Mammillaria heyderi), бородаті кохемії (Cochemiea barbata), червоноцвіті кактуси-їжаки (Echinocereus triglochidiatus) та кактуси-їжаки Ледінга (Echinocereus ledingii). Подекуди дубові та дубово-соснові рідколісся перемежовуються первинним або вторинним гірським чапаралем, основу якого складають здерев'янілі чагарники. Основу чапаралю, поширеного на стрімких схилах у каньйонах та долинах, складають колючі мучниці (Arctostaphylos pungens), потосійські дуби (Quercus potosina) та нитчастолисті дуби (Quercus rugosa).
Невеликі ділянки мезофільних широколистяних лісів зустрічаються на західних схилах Західної Сьєрра-Мадре на висоті від 1000 до 2350 м над рівнем моря, у місцевостях, де переважає вологий мікроклімат. Серед характерних дерев, що зустрічаються у цих лісах, слід відзначити тараумарську магнолію (Magnolia tarahumara), американський хмелеграб (Ostrya virginiana), мексиканську липу (Tilia mexicana), духмяну кедрелу (Cedrela odorata) та сріблястий стиракс (Styrax argenteus), а також деякі дерева з родини лаврових (Lauraceae), зокрема персеї Лібмана (Persea liebmannii) та різні види нектандр (Nectandra spp.) і ліцей (Litsea spp.), та різноманітні дуби, зокрема сиві дуби (Quercus calophylla), товстолисті дуби (Quercus crassifolia), каштанові дуби (Quercus castanea), нитчастолисті дуби (Quercus rugosa), щитолисті дуби (Quercus scytophylla) та довгоквітконіжкові дуби (Quercus peduncularis). Серед характерних кущів та невисоких дерев, що зростають у мезофільних лісах екорегіону, слід відзначити техаський суничник (Arbutus xalapensis), лавролисті гаррії (Garrya laurifolia), різноцвіті дерени (Cornus disciflora), високі дерени (Cornus excelsa), мексиканські птелеостігми (Peltostigma pteleoides), дібровні падуби (Ilex quercetorum), толукські падуби (Ilex tolucana) та цілолисті клетри (Cleyera integrifolia), а також пальми сіналойські брагеї (Brahea aculeata) та різні види клетр (Clethra spp.) і слив (Prunus spp.). Крім того, у цих лісах зустрічаються й деякі хвойні дерева, зокрема тонкохвойні сосни (Pinus maximinoi), мічоаканські сосни (Pinus devoniana), сосни Дугласа (Pinus douglasiana), геррерські сосни (Pinus herrerae), мексиканські білі сосни (Pinus strobiformis), дурангські сосни (Pinus durangensis), дурангські ялиці (Abies durangensis) та мексиканські дуґласії (Pseudotsuga menziesii var. lindleyana).
У високогір'ях Західної Сьєрра-Мадре, на висоті від 2300 до 3100 м над рівнем моря, зустрічаються гірські луки. На цих луках зростають різні види арістіди (Aristida spp.), проса (Panicum spp.), стоколоса (Bromus spp.) та стевії (Stevia spp.), а також багато різноманітних ендеміків.

## Фауна

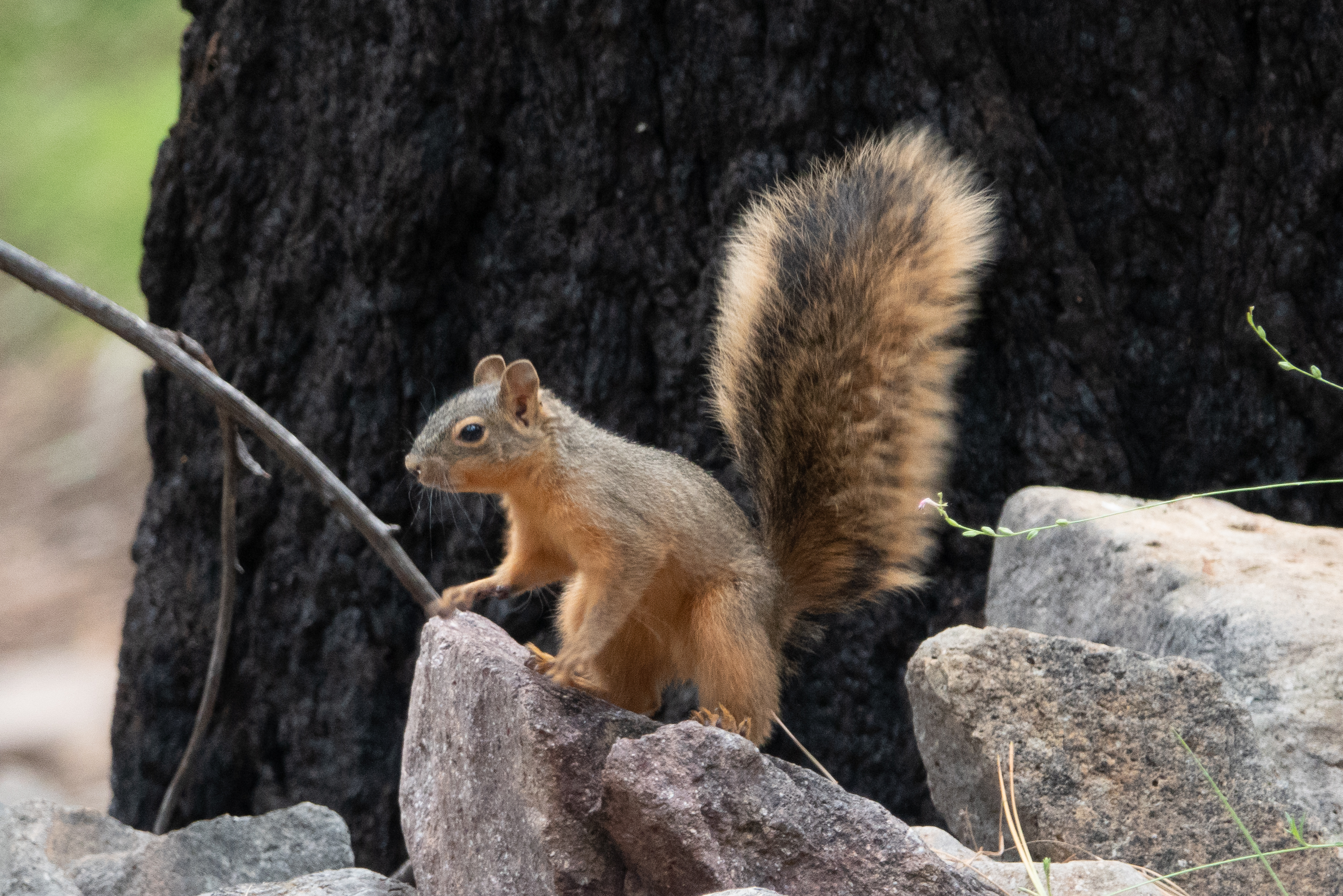
Мексиканська лисяча вивірка (Sciurus nayaritensis)

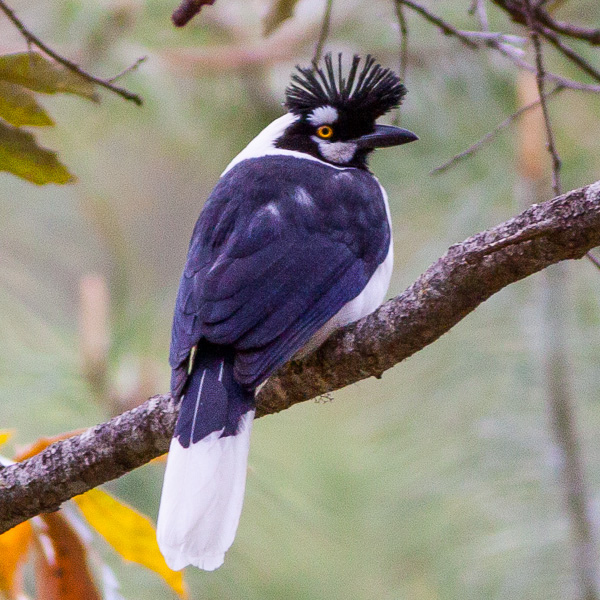
Великочуба пая (Cyanocorax dickeyi)

Серед поширених в екорегіоні ссавців слід відзначити аризонського білохвостого оленя (Odocoileus virginianus couesi), ошийникового пекарі (Dicotyles tajacu), барибала (Ursus americanus), койота (Canis latrans), сіру лисицю (Urocyon cinereoargenteus), руду рись (Lynx rufus), маргая (Leopardus wiedii), оцелота (Leopardus pardalis), ягуарунді (Herpailurus yagouaroundi), білоносу носуху (Nasua narica), північноамериканську котофредку (Bassariscus astutus), тайру (Eira barbara), звичайного ракуна (Procyon lotor), довгохвосту ласицю (Neogale frenata), довгохвостого скунса (Mephitis macroura), західного плямистого скунса (Spilogale gracilis), американського свинорилого скунса (Conepatus leuconotus), американського борсука (Taxidea taxus), флоридського кролика (Sylvilagus floridanus), південну літягу (Glaucomys volans), мексиканську полівку (Microtus mexicanus), чорновуху мишу (Peromyscus melanotis), мексиканського лісового хом'яка (Neotoma mexicana), віргінського опосума (Didelphis virginiana), гірську мідицю (Sorex monticolus), південно-західну нічницю (Myotis auriculus) та мексиканського великовуха (Corynorhinus mexicanus). Південно-західні червоні вивірки (Tamiasciurus fremonti), скельні бурундуки (Neotamias dorsalis) та білогорлі лісові хом'яки (Neotoma albigula) зустрічаються в лісах на півночі екорегіону, сакатекські оленячі миші (Peromyscus difficilis), чагарникові миші (Peromyscus boylii), миші Осгуда (Peromyscus gratus) та жовтоносі бавовняні хом'яки (Sigmodon ochrognathus) — у сосново-дубових рідколіссях на східних схилах гір, а скельні ховрахи (Otospermophilus variegatus) — в каньйонах. Найбільшими хижаками регіону є північноамериканські пуми (Puma concolor couguar) та дуже рідкісні ягуари (Panthera onca). Раніше в екорегіоні зустрічалися мексиканські вовки (Canis lupus baileyi) та мексиканські гризлі (Ursus arctos horribilis), однак наразі вони тут вимерли.
В межах екорегіону зустрічається багато ендемічних тварин. Серед ендемічних ссавців, що зустрічаються виключно у лісах Західної Сьєрра-Мадре, слід відзначити мексиканську лисячу вивірку (Sciurus nayaritensis), бурундука Буллера (Neotamias bulleri), сьєрра-мадранського ховраха (Callospermophilus madrensis), оленячу мишу Шмідлі (Peromyscus schmidlyi), маленького лісового хом'яка (Nelsonia neotomodon), боланьоського лісового хом'яка (Neotoma palatina), аризонську мідицю (Sorex arizonae) та сакатекську мідицю (Sorex emarginatus), а серед майже ендемічних представників екорегіону — аризонську вивірку (Sciurus arizonensis), вивірку Аберта (Sciurus aberti), дурангського бурундука (Neotamias durangae), чіуауанську мишу (Peromyscus polius), халіскську оленячу мишу (Peromyscus spicilegus), сакатекську врожайницю (Reithrodontomys zacatecae) та південного гоферчика (Thomomys umbrinus).
Орнітофауна екорегіону нараховує понад 320 видів птахів. Серед птахів, поширених в горах Західної Сьєрра-Мадре, слід відзначити великого індика (Meleagris gallopavo), мексиканську перепелицю-клоуна (Cyrtonyx montezumae), каліфорнійського голуба (Patagioenas fasciata), білолобу горличку (Leptotila verreauxi), мексиканського дрімлюгу (Antrostomus arizonae), тукухіло (Antrostomus ridgwayi), північного кукліло (Coccyzus americanus), беркута (Aquila chrysaetos), чорноголового яструба (Accipiter cooperii), чорного орла-самітника (Buteogallus solitarius), плямисту сову (Strix occidentalis), вусату сплюшку (Megascops trichopsis), канадську сплюшку (Psiloscops flammeolus), північного сича (Aegolius acadicus), гірського сичика-горобця (Glaucidium gnoma), чорноволу гілу (Melanerpes formicivorus), золотистого декола (Colaptes auratus), фіолетовоголову агиртрію (Ramosomyia violiceps), широкохвостого колібрі-крихітку (Selasphorus platycercus), синьогорлого колібрі-самоцвіта (Lampornis clemenciae), північного колібрі-герцога (Eugenes fulgens), рудокрилу амазилію-берила (Saucerottia beryllina), мексиканського колібрі-сапфіра (Basilinna leucotis), мексиканського колібрі-ельфа (Selasphorus heloisa), зеленого ару (Ara militaris mexicanus), зеленого аратингу (Psittacara holochlorus), ошатноперого трогона (Trogon elegans), сонорську сойку (Aphelocoma woodhouseii), чорноголову сизойку (Cyanocitta stelleri), жовточеревого тирана (Myiodynastes luteiventris), блідого копетона (Myiarchus tyrannulus), кордильєрського піві-малюка (Empidonax occidentalis), соснового піві-малюка (Empidonax affinis), вохристого піві-малюка (Empidonax fulvifrons), рудого монудо (Mitrephanes phaeocercus), мексиканського пісняра (Oreothlypis superciliosa), пісняра-віялохвоста (Basileuterus lachrymosus), білокрилу чернітку (Myioborus pictus), бронзовокрилого солітаріо (Myadestes occidentalis), білогорлого дрозда (Turdus assimilis), західного блакитника (Sialia mexicana), попелястого віреона (Vireo plumbeus), короткодзьобого віреона (Vireo huttoni), дубового різжака (Campylorhynchus gularis), американського підкоришника (Certhia americana), каролінського повзика (Sitta carolinensis), повзика-крихітку (Sitta pygmaea), американську синицю (Baeolophus wollweberi), мексиканську гаїчку (Poecile sclateri), американського ополовника (Psaltriparus minimus), соснового бекарда (Pachyramphus major), великого бекарда (Pachyramphus aglaiae), сірого чубака (Ptiliogonys cinereus), рудоголового пінсона (Aimophila ruficeps), плямистого тауї (Pipilo maculatus), ялинового шишкаря (Loxia curvirostra), соснового чижа (Spinus pinus), гондураську гутураму (Chlorophonia elegantissima) та сонцеперу пірангу (Piranga flava).
Ендеміками екорегіону є вухаті трогони (Euptilotis neoxenus), великочубі паї (Cyanocorax dickeyi) та білогорлі вівсянки-пустельниці (Amphispizopsis quinquestriata), а майже ендемічними його представниками — аризонські дзьогани (Leuconotopicus arizonae), товстодзьобі ари (Rhynchopsitta pachyrhyncha), мексиканські амазони (Amazona finschi), мексиканські леляки (Nyctiphrynus mcleodii), мексиканські свіфти (Streptoprocne semicollaris), сіроволі сойки (Aphelocoma wollweberi), білочереві щурики (Progne sinaloae), білосмугі дереволази (Lepidocolaptes leucogaster), іржасті дрозди-короткозьоби (Catharus occidentalis), білощокі червонії (Cardellina rubra), мексиканські заросляки (Arremon virenticeps), жовточереві заросляки (Atlapetes pileatus), мексиканські юнко (Junco phaeonotus), мексиканські пасовники (Xenospiza baileyi), смугасті вівсянки (Oriturus superciliosus), мексиканські квічалі (Ridgwayia pinicola) та червоноголові піранги (Piranga erythrocephala). Раніше в лісах Західної Сьєрра-Мадре зустрічалися ендемічні мексиканські дятли-кардинали (Campephilus imperialis), найбільші дятли світу, однак вони не спостерігалися з 1956 року та вважаються вимерлими.
Герпетофауна екорегіону включає колючу ігуану Кларка (Sceloporus clarkii), димчастого аноліса (Anolis nebulosus), скельного гримучника (Crotalus lepidus) та майже ендемічного парноплямистого гремучника (Crotalus pricei). Ендеміками екорегіону є колючі ігуани Ярроу (Sceloporus jarrovii), колючі ігуани Шеннона (Sceloporus shannonorum), колючі ігуани Лемос-Еспіналя (Sceloporus lemosespinali), уїчольські колючі ігуани (Sceloporus huichol), смугасті нагірні ігуани (Sceloporus virgatus), купинні ігуани Слевіна (Sceloporus slevini), південно-західні купинні ігуани (Sceloporus aurantius), чіуауанські крокодилові ящірки (Barisia levicollis), ящіркоїди Кліфтона (Mastigodryas cliftoni) та гребненосі гримучники (Crotalus willardi). Серед поширених в регіоні амфібій слід відзначити гавкаючих жаб (Craugastor augusti) та ендемічних тараумарських жаб (Lithobates tarahumarae). Загалом близько 10 % видів птахів, близько чверті видів плазунів та більше половини видів земноводних, поширених на ізольованих "небесних островах" у північній частині регіону, є ендеміками екорегіону.
Вздовж гірських хребтів Західної Сьєрра-Мадре проходить основний шлях міграції мільйонів метеликів-монархів (Danaus plexippus). Ці одні з найвідоміших метеликів Північної Америки мігрують з США до Центральної Мексики та використовують водні потоки, які підіймають їх в атмосферу, полегшуючи політ.

## Збереження
Первинні ліси Західної Сьєрра-Мадре були майже повністю знищені внаслідок масштабної вирубки, яка почалася ще у 1880-х роках та тривала безперервно протягом всього XX століття. Лише 0,61 % від первинного рослинного покриву залишилися недоторканими. Масштабна вирубка призвела до знищення оселищ багатьох тварин та до локального або повного вимирання низки видів, зокрема вовків, барибалів, пум та мексиканських дятлів-кардиналів. Експлуатація мертвих дерев, деревину яких використовували для виготовлення паперу, також призвела до скорочення популяції видів, які залежали від гніздування або зберігання їжі у трухлявих дуплах, таких як товстодзьобі ари.
Основними загрозами для збереження природи регіону є подальша вирубка лісів, яка триває, оскільки дві третини лісових ресурсів Мексики зосереджені в цьому екорегіоні, а також надмірний випас худоби та розчистка землі під сільськогосподарські угіддя. Знищення лісів регіону спричиняє ерозію ґрунтів, замулення та пересихання річок. Очікується, що глобальне потепління матиме негативні наслідки для соснових дерев, що зростають у горах Західної Сьєрра-Мадре. Зокрема, воно може призвести до зниження продуктивності та росту сосен, та, можливо, до їх загибелі.
Оцінка 2017 року показала, що 26 760 км², або 12 % екорегіону, є заповідними територіями. Природоохоронні території включають: Національний ліс Коронадо, Національну пам'ятку Чірікауа, Природну зону Галіуро, частину Національного парку Сагуаро, Природну зону Пурш-Рідж, Природну зону Санта-Тереза та Природну зону Пахаріта в Аризоні (США), які охороняють вкриті лісом "небесні острови" на крайній півночі екорегіону, а також Національний парк Каскада-де-Басасеачі, Національний парк Кумбрес-де-Махалька, Національний парк Сьєрра-де-Органос, Біосферний заповідник Ла-Мічілія, Біосферний заповідник Сьєрра-де-Сан-Хуан, Заповідну зону флори і фауни Бавіспе, Заповідну зону флори і фауни Сьєрра-де-Аламоса та Ріо-Кучухакі, Заповідну зону флори і фауни Кампо-Верде, Заповідну зону флори і фауни Папігочік, Заповідну зону флори і фауни Тутуака та Заповідну зону флори і фауни Серро-Мохінори в Мексиці. Заповідник Куенка-Аліментадора-дель-Дістрікто-Насьйональ-де-Рієго 043, заснований у 1949 році для захисту лісів та вододілів, охоплює більшу частину Південної Сьєрри.